# Tristão de Ataíde, capitão das Molucas
Tristão de Ataíde (c. 1490 - c. 1550 ?) foi um explorador e militar português do século XVI, que exerceu o cargo de capitão das Molucas, com sede em Ternate, de 1534 a 1536.

## Biografia
Era filho natural de Álvaro de Ataíde (c. 1440 - 1498), senhor de Penacova e Alcaide-mor do castelo de Alvor. Sendo assim meio-irmão do famoso capitão de Safim, Nuno Fernandes de Ataíde, e de D. Catarina de Ataíde, mulher de Vasco da Gama.
Não se sabe ao certo a data do seu nascimento, mas dado ter iniciado a sua carreira militar no Oriente sob Afonso de Albuquerque e ter mantido sempre uma relação muito próxima com seus sobrinhos, filhos de Vasco da Gama com Catarina de Ataíde (dando a impressão de ser de faixa etária não muito distante da deles), é provável que tenha ocorrido durante, ou logo após, a década de 1480.
Fez toda a sua carreira militar no império português e em 1513 já estava prestando serviço na Índia, como atesta um mandado do governador de Índia, Afonso de Albuquerque, dirigido ao feitor de Goa, para que fosse pago a Tristão de Ataíde "o que lhe é devido do seu mantimento".

### Governador das Molucas
Mais tarde, tomou parte na tomada de Diu e de Baçaim e, no ano de 1533, foi nomeado pelo governador Nuno da Cunha, de quem era muito próximo, para o cargo de capitão (governador) das Molucas, tendo feito a viagem, numa primeira etapa até Malaca, na companhia do seu sobrinho D. Paulo da Gama e finalmente até Ternate, onde chegou em outubro de 1533.
Depois de tomar posse do cargo, logo mandou prender o seu antecessor, Vicente da Fonseca, pelos abusos que praticara durante o seu governo. Mas rapidamente deu mostras de um exercício arbitrário do poder, mandando prender o rei de Ternate, juntamente com a sua mãe e colaboradores próximos, a quem enviou para Goa, colocando no seu lugar um seu protegido.
De seguida, assumiu pessoalmente o controle pleno do comércio do cravo nas Molucas, determinando que a especiaria fosse exclusivamente vendida a ele próprio e seus mais próximos colaboradores, os quais, pela força, submetiam as populações e as obrigavam a cumprir estritamente essa determinação. Declarou também guerra ao rei de Bachão, anteriormente amigo dos portugueses, queimando e ocupando a sua capital.
O seu governo com mão de ferro gerou várias revoltas e uma situação de grande instabilidade, pelo que o governador Nuno da Cunha, apesar de seu amigo, se viu obrigado a substituí-lo por António Galvão. Porém, enquanto este não chegava a Ternate, Tristão de Ataíde aumentou a pressão sobre os habitantes das ilhas Molucas, confiscando o seu ouro e suspendendo o envio da parte do cravo que cabia à coroa, alegando que a situação de guerra e revoltas (geradas por reação contra o seu governo) o impedia de reunir os carregamentos que deviam ser enviados para Portugal.
António Galvão, depois de chegar a Ternate, conseguiu pacificar a situação, e relatou as irregularidades que se haviam passado sob o governo de Tristão de Ataíde em cartas que enviou a Malaca e a Goa, através um homem de sua confiança, António Madureira. Mas Tristão de Ataíde, que continuava a exercer um substancial poder de facto nas Molucas, através de vários influentes parentes e amigos, mandou atacar Madureira, recuperou as cartas e obrigou-o a regressar a Ternate.
O cronista Fernão Lopes de Castanheda comentou este episódio com as seguintes palavras:
& assi se enterrou o que Tristao datayde & os outros fizerão, & el rey foy muyto deservido ... E a culpa disto he toda dos governadores da India , q não trabalhão muyto por saberem os delitos que se fazem em Maluco, & sabidos os não castigão muyto bem.

### Comandante militar e conselheiro em Malaca e Goa
Tristão de Ataíde foi em seguida para Malaca, de onde participou nas expedições que o seu sobrinho, D. Estêvão da Gama, empreendeu contra o sultão de Achém.
Já em Goa, onde exibia com orgulho toda a fortuna que acumulara nas ilhas Molucas, participou em várias expedições guerreiras, por cujo bom desempenho militar seria formalmente elogiado, no ano de 1539.
Quando o seu sobrinho D. Estêvão da Gama assumiu o governo do Estado da Índia (1540 - 1542) tornou-se o mais influente conselheiro do governador, comandando frotas que foram a Cambaia e juntando-se a D. Estêvão na famosa expedição que este conduziu ao Mar Vermelho. 
Terminaria a sua carreira numa outra parte do império português, em Marrocos, nomeadamente na praça de Mazagão, onde sustentou combates e se correspondeu com D. João III sobre a situação militar dessa fortaleza lusa em território marroquino.

## Descendência
Segundo o escritor e genealogista Felgueiras Gaio, Tristão de Ataíde nunca casou, mas deixou um filho ilegítimo, Nuno Fernandes de Ataíde, pai de outro Tristão de Ataíde, que exerceu o cargo de capitão da praça de Cananor (hoje, Kannur).